# Le Vainqueur du désert
Pour plus de détails, voir Fiche technique et Distribution.
Le Vainqueur du désert (Il dominatore del deserto) est un film d'aventure italien sorti en 1964, réalisé par Tanio Boccia, sous le pseudonyme d'Amerigo Anton.

## Synopsis
Le sultan Yussuf choisit la belle Fatima comme son épouse. En vue des festivités pour les noces, le peuple est contraint d'envoyer des dons importants, ce qui augmente le mécontentement envers ce sultan tyrannique. Entre autres celui du jeune Nadir, qui a appris que la mort de sa mère était de la responsabilité du sultan. Enfermée dans le palais royal en vue des noces, Fatima s'enfuit dans le désert. Complètement déshydratée, elle est recueillie par Nadir qui la ramène chez lui. Entre les deux jeunes jaillit un amour réciproque. Mais Yussuf promet une prime de 100 pièces d'or à quiconque aiderait à retrouver la jeune femme. Un des serviteurs de Nadir, tenté par la récompense, dénonce la cachette de Fatima à Yussuf, qui en guise  de récompense le fait exécuter, après avoir fait enlever la demoiselle. Nadir, en chemin vers Nemek, fait la rencontre de Zais. Se faisant passer pour des jongleurs, ils parviennent à entrer au palais de Yussuf, où ils repèrent Fatima. Yussuf, peu intéressé à leurs prestations, veut les faire arrêter, mais ils s'échappent vers le désert, où Zais trouve la mort dans le sables mouvants, alors que Nadir est sauvé par des bédouins. Nadir s'attache à un groupe de rebelles décidés à défier le tyran. Ceux-ci réussissent à persuader aussi les bédouins d'El Krim de participer à leur attaque. La favorite de Yussuf, déçue de sa perte d'importance, vient révéler à Nadir les plans de contre-attaque du sultan. Les rebelles prennent la ville, Nadir défie Yussuf en duel, le tue et reconquiert ainsi Fatima.

## Fiche technique
- Titre français : Le Vainqueur du désert[1]
- Titre original italien : Il dominatore del deserto
- Genre : Film d'aventure
- Réalisateur : Tanio Boccia
- Scénario : Tanio Boccia, Mario Moroni, Alberto De Rossi
- Production : Luigi Rovere, assisté de Renato Panetuzzi, pour Cineluxor
- Photographie : Aldo Giordani
- Montage : Alba Di Salvo
- Effets spéciaux : Pasquale Mancino
- Musique : Carlo Rustichelli
- Décors : Carlo Agate, Angelo Zambon
- Costumes : Walter Patriarca
- Maquillage : Duilio Giustini
- Durée : 105 minutes
- Format d'image : 2.35:1
- Pays :  Italie
- Distribution en Italie : Cineriz
- Dates de sortie :
  - Italie : 7 août 1964
  - France : 25 mai 1966[1]

## Distribution
- Kirk Morris : Nadir
- Rosalba Neri : Fatìma
- Hélène Chanel : Zaira
- Paul Müller : Yussuf
- Aldo Bufi Landi : Salad
- Ugo Sasso : Omar
- Furio Meniconi : El Krim
- Rinaldo Zamperla : Harun
- Geneviève Audry : Shireen
- Edda Ferronao : Meride
- Nadir Moretti : Ibrahim